# Convento di San Francesco (Tramonti)
Il Convento di San Francesco è un convento dei frati minori nella frazione Polvica del comune di Tramonti.

## Storia

### Fondazione
Il convento venne fondato per volontà testamentaria di Matteo D'angelo che nel testamento rogato dal notaio Giulio Maranta il 7 aprile 1743 dispose la donazione di terre, selve, denaro e di una casa per costruire un convento dedicato a San Francecso o a San Domenico. I cittadini scelsero di dedicare il convento al santo di Assisi e avendo ottenuto il parere favorevole prima del ministro provinciale e poi ministro generale dell'Ordine francescano Francesco Sanzone, la Bolla pontificia firmata da Sisto IV e il consenso dell'Arcivescovo di Amalfi, nel 1474 fu posta la croce sotto il titolo di San Francecso.

### Le sepolture di due vescovi
Ai lati del portale d'ingresso della chiesa sono posti due sarcofaghi in marmo dove sono posti due vescovi.

Nel 1507 fu sepolto il vescovo Martino de Majo nativo di Tramonti. La lapide posta sul sepolcro recita:
Nel 1511 fu sepolto il vescovo Ambrogio Romano. La lapide posta sul sepolcro recita:

### Il convento nell'Ottocento

#### Soppressione napoleonica e restaurazione borbonica
Il 6 novembre 1812 il convento fu chiuso e i frati trasferiti a Cetara a causa delle soppressioni napoleoniche attuate durante l'occupazione francese del Regno di Napoli. Con la restaurazione borbonica e la seguente nascita del Regno delle Due Sicilie, il 22 giugno 1819 il re  Ferdinando I firmo il regio decreto per la riapertura del convento.

#### Soppressione del Regno d'Italia
Con l'unità d'Italia e le leggi di eversione dell'asse ecclesiastico il convento rischiò una nuova chiusura, dalla quale fu risparmiato grazie alla condotta moderata e tranquilla dei frati.

### I lavori del 1926
Nel 1926 in occasione del settimo centenario delle morte di San Francesco, per volontà del padre guardiano Celestino Mascolo di Napoli, il convento subì dei lavori di restauro che  interessarono il tetto che fu rifatto completamente e la volta della chiesa decorata da Raffaele Severino e affrescata dal Bocchetti. 

### La chiusura
Nel 2011 complice il calo delle vocazioni, l'unico frate rimasto fu trasferito al convento di San Francesco di Maiori, la struttura è oggi casa di accoglienza religiosa.